# Olga Rudnieva
Olga Rudnieva (Donetsk, Ucraïna, abril de 1977) és la fundadora del Superhumans Center, concebut per ajudar les persones que havien perdut les extremitats a la guerra. Al desembre de 2024 va ser distingida per la BBC com una de les 100 Dones més inspiradores i influents de l‘any.

## El Superhumans Center
En el context de la invasió russa i posterior guerra a Ucraïna, Olga Rudnieva va creure que les persones que n’havien rebut les conseqüències més directes amb la pèrdua d’alguna extremitat –més de 50.000, segons el Ministeri de Salut, entre els quals s'inclouen tant civils com militars–, mereixien l’ajuda que ella els pogués aportar. Va crear aleshores a Lviv el centre Superhumans, del qual és directora general i que gestiona amb un equip d'especialistes.
Olga Rudnieva explica com les lesions poden ser empoderadores: «Creiem realment que un trauma et pot potenciar. El trauma et pot arruïnar o pot construir el teu superpoder». Amb la seva iniciativa i convicció ha obtingut el suport d'empresaris o magnats com l'escriptor i aventurer Bear Grylls, el cap de Virgin, Richard Branson, el cantant Sting o l'atleta i actriu Aimee Mullins.

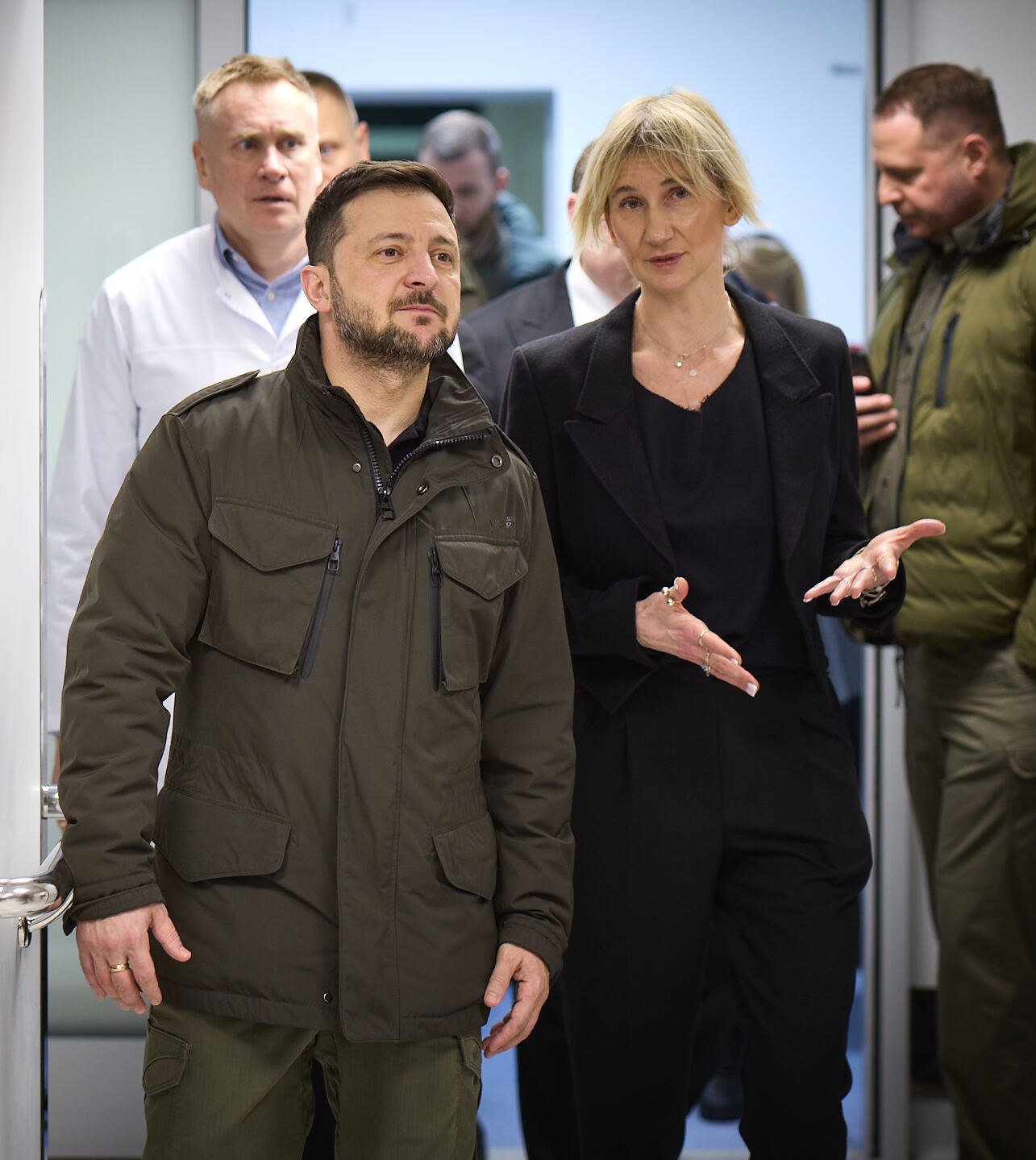
Olga Rudnieva rebé Volodímir Zelenskyy en la visita al Centre Superhumans el desembre de 2024

Durant els dos primers anys d’activitat el centre ha atès més de 1.000 persones, a les quals proporciona pròtesis, assistència psicològica, cirurgia reconstructiva i sessions de rehabilitació.

## Activitat professional i filantròpica
Formada a la Universitat de Kíiv, va completar estudis amb una beca als Estats Units quan tenia 17 anys. L'experiència d'Olga Rudnieva al llarg dels anys en la gestió de projectes i de fons benèfics destinats a les tasques de suport i filantropia en situacions de crisi és ben coneguda. Des del febrer de 2011 va ser directora de la Fundació Olena Pinchuk, el fons privat ucraïnès més gran dedicat a la lluita contra la sida a Ucraïna i l'apoderament de les dones. També ha estat coordinadora de l'espai d'educació sexual Dialog Hub. Treballant des del Ministeri de Salut d'Ucraïna, va contribuir a fundar l'ONG local i l'editorial Women's Health. Ha estat al capdavant del centre logístic més gran d'Europa, HelpUkraine Center, creat en col·laboració amb Nova Poshta, Rozetka, TIS Terminal. Ha estat cofundadora de Veteran Hub, un espai que ofereix serveis integrals als veterans de guerra. Ha liderat campanyes de gran ressò mediàtic, com els concerts benèfics d'Elton John, Queen i Paul McCartney. També ha contribuït amb el Medsanbat, que va formar el 2014-2015 més de 5.000 metges i voluntariat sanitari i va introduir els estàndards de l'OTAN per oferir primers auxilis en primera línia de batalla. És membre de l'Institut Aspen a Ucraïna des del 2014, una organització internacional sense ànim de lucre fundada el 1949 amb finalitats humanitàries amb seu a Washington.